# Love: Part Two
Love: Part Two je album rock zasedbe Angels and Airwaves. Izšel je 2011 pri založbi To the Stars.

## Seznam skladb
1. "Saturday Love" - 4:20
2. "Surrender" - 4:30
3. "Anxiety" - 5:03
4. "My Heroine (It's Not Over)" - 3:45
5. "Moon as My Witness" - 4:14
6. "Dry Your Eyes" - 5:00
7. "The Revelator" - 4:52
8. "One Last Thing" - 2:54
9. "Inertia" - 4:30
10. "Behold a Pale Horse" - 4:04
11. "All That We Are" - 5:36